# 呼伦觉罗氏
呼伦觉罗氏（穆麟德轉寫：Hūlun Gioro）是满洲著姓觉罗氏的分支之一。主要世居黑龙江、叶赫、辉发、虎尔哈、俄莫和等地。主要世家为乌禄逊家族。

## 历史沿革
呼伦觉罗氏主要世居黑龙江、叶赫、辉发、虎尔哈、俄莫和等地。其中镶红旗乌禄逊世居黑龙江，元孙布克以军功授云骑尉；乌禄逊之四世孙玉三保从征准噶尔阵亡，赠云骑尉，由其子达崇阿承袭。其他家族还有正黄旗包衣噶塔布、丰盛额、世居叶赫的阿哈尼堪、正白旗雅尔布、同旗包衣阿林、正蓝旗哈尔哈齐等。民国之后呼伦觉罗氏主要使用赵、呼、乌为汉姓。